# Österreich-Rundfahrt 2006/Etappen
Dieser Artikel beschreibt die Etappen der Österreich-Rundfahrt 2006.

## 1. Etappe am 3. Juli in Gars am Kamp (146 km)
Die erste Etappe der Österreich-Rundfahrt 2006 mit Start und Ziel in Gars am Kamp hatte eine Länge von 146 km. Nach etwa 25 gefahrenen Kilometern setzte sich der Schweizer Florian Stalder vom Feld ab und wurde erst kurz vor der letzten Bergwertung wieder eingeholt.
Das Hauptfeld erreichte geschlossen das Ziel und die Entscheidung fiel im Massensprint. Dabei errang der Italiener Danilo Napolitano vor seinem Landsmann Fabrizio Guidi und dem Österreicher Werner Riebenbauer den Etappensieg.

### Zwischensprints
1. Zwischensprint in Plank (19 km)
| Erster  | Danilo Napolitano  | 4 P. und 3 s |
| Zweiter | Werner Riebenbauer | 2 P. und 2 s |
| Dritter | Fabrizio Guidi     | 1 P. und 1 s |

2. Zwischensprint in Langenlois (32 km)
| Erster  | Florian Stalder | 4 P. und 3 s |
| Zweiter | Kilian Patour   | 2 P. und 2 s |
| Dritter | Lloyd Mondory   | 1 P. und 1 s |

3. Zwischensprint in Rosenburg (126 km)
| Erster  | Florian Stalder        | 4 P. und 3 s |
| Zweiter | Christoph Meschenmoser | 2 P. und 2 s |
| Dritter | László Bodrogi         | 1 P. und 1 s |

### Bergwertungen
Lengenfelderamt, Kategorie 3 (46 km)
| Erster  | Florian Stalder      | 4 P. |
| Zweiter | Jaime Castañeda      | 2 P. |
| Dritter | Massimiliano Gentili | 1 P. |

Haselberg, Kategorie 3 (100 km)
| Erster  | Florian Stalder      | 4 P. |
| Zweiter | Massimiliano Gentili | 2 P. |
| Dritter | Thomas Rohregger     | 1 P. |

Gars am Kamp, Kategorie 3 (132 km)
| Erster  | Nick Nuyens    | 4 P. |
| Zweiter | Thomas Ziegler | 2 P. |
| Dritter | Rémi Pauriol   | 1 P. |

## 2. Etappe am 4. Juli von Linz nach Salzburg (188 km)
Die zweite Etappe führte über 188 km von Linz nach Salzburg. Die zahlreichen Ausreißversuche zu Beginn des Rennens wurden nicht vom Erfolg gekrönt. Erst auf der Abfahrt nach der ersten Bergwertung gelang es dem Niederländer Remmert Wielinga zusammen mit Fabio Baldato aus Italien und dem Slowaken Ján Valach sich vom Feld abzusetzen. Das Trio rettete seinen Vorsprung, der zwischenzeitlich rund zehn Minuten betrug, ins Ziel. Dort sprintete Baldato vor Wielinga und Valach zum Sieg und eroberte das gelbe Trikot des Gesamtführenden. Den Sprint des Hauptfeldes gewann mit 3:08 Minuten Rückstand der Sieger des Vortages, Danilo Napolitano.

### Zwischensprints
1. Zwischensprint in Alkoven (13 km)
| Erster  | Dean Podgornik     | 4 P. und 3 s |
| Zweiter | Lloyd Mondory      | 2 P. und 2 s |
| Dritter | Werner Riebenbauer | 1 P. und 1 s |

2. Zwischensprint in Widldorf (62 km)
| Erster  | Fabio Baldato    | 4 P. und 3 s |
| Zweiter | Ján Valach       | 2 P. und 2 s |
| Dritter | Remmert Wielinga | 1 P. und 1 s |

3. Zwischensprint in Altheim (119 km)
| Erster  | Remmert Wielinga | 4 P. und 3 s |
| Zweiter | Fabio Baldato    | 2 P. und 2 s |
| Dritter | Ján Valach       | 1 P. und 1 s |

### Bergwertungen
St. Agatha, Kategorie 2 (39 km)
| Erster  | Remmert Wielinga | 6 P. |
| Zweiter | Stephan Schreck  | 4 P. |
| Dritter | Florian Stalder  | 3 P. |
| Vierter | Nick Nuyens      | 2 P. |
| Fünfter | Ruggero Marzoli  | 1 P. |

Siegerting, Kategorie 3 (138 km)
| Erster  | Remmert Wielinga | 4 P. |
| Zweiter | Ján Valach       | 2 P. |
| Dritter | Fabio Baldato    | 1 P. |

Berndorf, Kategorie 3 (162 km)
| Erster  | Remmert Wielinga | 4 P. |
| Zweiter | Fabio Baldato    | 2 P. |
| Dritter | Ján Valach       | 1 P. |

## 3. Etappe am 5. Juli von Salzburg auf das Kitzbüheler Horn (196 km)
Die dritte Etappe startete in Salzburg und endete nach 196 km auf dem Kitzbüheler Horn. Die Anfangsphase des Rennens war geprägt von zahlreichen Fluchtversuchen. Allerdings gelang es erst nach rund 80 km einer 15-köpfigen Gruppe sich vom Feld zu lösen. Ihr maximaler Vorsprung betrug rund 2:30 min.
Im Anstieg zum Kitzbüheler Horn, bei dem fast 1000 Höhenmeter zu überwinden waren, wurden die letzten Fahrer der Ausreißergruppe eingeholt und es gelang dem Amerikaner Tom Danielson sich vom Feld abzusetzen. Etwa 2000 m vor dem Ziel wurde er vom Österreicher Christian Pfannberger eingeholt, der die Etappe vor Danielson und seinem Landsmann Gerhard Trampusch gewann. Mit diesem Erfolg sicherte sich Pfannberger auch die Führung in der Gesamtwertung.

### Zwischensprints
1. Zwischensprint in Leogang (69 km)
| Erster  | Lloyd Mondory    | 4 P. und 3 s |
| Zweiter | Paul Kasis       | 2 P. und 2 s |
| Dritter | Sébastien Portal | 1 P. und 1 s |

2. Zwischensprint in Waidring (104 km)
| Erster  | Benoît Poilvet       | 4 P. und 3 s |
| Zweiter | Daniele Nardello     | 2 P. und 2 s |
| Dritter | Harald Starzengruber | 1 P. und 1 s |

3. Zwischensprint in Kitzbühel/Schwarzsee (158 km)
| Erster  | Hans-Peter Obwaller | 4 P. und 3 s |
| Zweiter | Maarten Wynants     | 2 P. und 2 s |
| Dritter | Lloyd Mondory       | 1 P. und 1 s |

### Bergwertungen
Sankt Jakob in Haus, Kategorie 3 (92 km)
| Erster  | Ruslan Pidhornyj    | 4 P. |
| Zweiter | Nick Nuyens         | 2 P. |
| Dritter | Hans-Peter Obwaller | 1 P. |

Schwendt, Kategorie 3 (128 km)
| Erster  | Nick Nuyens         | 4 P. |
| Zweiter | Hans-Peter Obwaller | 2 P. |
| Dritter | Roy Sentjens        | 1 P. |

Kitzbüheler Horn, höchste Kategorie (196 km)
| Erster  | Christian Pfannberger | 15 P. |
| Zweiter | Tom Danielson         | 10 P. |
| Dritter | Gerhard Trampusch     | 8 P.  |
| Vierter | Thomas Rohregger      | 6 P.  |
| Fünfter | Ruslan Pidhornyj      | 4 P.  |

## 4. Etappe am 6. Juli von Kitzbühel nach Prägraten (182 km)
Die vierte Etappe startete in Kitzbühel, folgte der Großglockner-Hochalpenstraße und endete nach 182 km in Prägraten. Zu Beginn des Rennens versuchten zahlreiche Fahrer sich vom Feld zu lösen. Spätestens am Anstieg zum Großglockner, den der Österreicher Bernhard Kohl als Erster bewältigte, wurden sie jedoch wieder eingeholt.
In der Abfahrt vom Hochtor konnte sich der Italiener Vincenzo Nibali von der Spitzengruppe um den Gesamtführenden Christian Pfannberger absetzen. Sein Vorsprung von zeitweise über fünf Minuten reichte jedoch nicht zum Etappengewinn; kurz vor dem Ziel wurde er vom Belgier Pieter Ghyllebert, der diese Königsetappe für sich entscheiden konnte, und dem Ukrainer Ruslan Pidhornyj gestellt.

### Zwischensprints
1. Zwischensprint in Jochberg (6 km)
| Erster  | Florian Stalder      | 4 P. und 3 s |
| Zweiter | Hans-Peter Obwaller  | 2 P. und 2 s |
| Dritter | Harald Starzengruber | 1 P. und 1 s |

2. Zwischensprint in Lienz (138 km)
| Erster  | Vincenzo Nibali   | 4 P. und 3 s |
| Zweiter | Gerhard Trampusch | 2 P. und 2 s |
| Dritter | Ruslan Pidhornyj  | 1 P. und 1 s |

### Bergwertungen
Fuscher Törl, höchste Kategorie (80 km)
| Erster  | Bernhard Kohl      | 15 P. |
| Zweiter | Thomas Rohregger   | 10 P. |
| Dritter | Marco Marzano      | 8 P.  |
| Vierter | Andreas Matzbacher | 6 P.  |
| Fünfter | Ruslan Pidhornyj   | 4 P.  |

Hochtor, Kategorie 2 (86 km)
| Erster  | Marco Marzano         | 6 P. |
| Zweiter | Thomas Rohregger      | 4 P. |
| Dritter | Ruslan Pidhornyj      | 3 P. |
| Vierter | Christian Pfannberger | 2 P. |
| Fünfter | Bernhard Kohl         | 1 P. |

Iselsberg, Kategorie 3 (126 km)
| Erster  | Vincenzo Nibali  | 4 P. |
| Zweiter | Thomas Rohregger | 2 P. |
| Dritter | Marco Marzano    | 1 P. |

Virgen, Kategorie 2 (174 km)
| Erster  | Vincenzo Nibali   | 6 P. |
| Zweiter | Pieter Ghyllebert | 4 P. |
| Dritter | Ruslan Pidhornyj  | 3 P. |
| Vierter | Thomas Rohregger  | 2 P. |
| Fünfter | Gerhard Trampusch | 1 P. |

## 5. Etappe am 7. Juli von Wolfsberg nach Graz (170 km)
Die fünfte Etappe führte von Wolfsberg über 170 km nach Graz. Auch bei dieser Etappe konnten sich in der Anfangsphase des Rennens keine Fahrer entscheidend vom Feld lösen. Erst im Anstieg auf die Pack gelang es einer Gruppe sich abzusetzen und sich einen maximalen Vorsprung von rund zwei Minuten zu erarbeiten.
Nachdem das Hauptfeld die Ausreißergruppe sechs Kilometer vor dem Ziel einholen konnte, entschied der Italiener Danilo Napolitano wie schon auf der ersten Etappe den Sprint für sich. Auf den Plätzen zwei und drei beendeten der Australier Graeme Brown und der Amerikaner Guido Trenti diesen Tagesabschnitt. Christian Pfannberger verteidigte seine Führung in der Gesamtwertung.

### Zwischensprints
1. Zwischensprint in Wolfsberg (18 km)
| Erster  | Lloyd Mondory   | 4 P. und 3 s |
| Zweiter | Erki Pütsep     | 2 P. und 2 s |
| Dritter | Florian Stalder | 1 P. und 1 s |

2. Zwischensprint in Sankt Andrä (62 km)
| Erster  | Lloyd Mondory   | 4 P. und 3 s |
| Zweiter | Erki Pütsep     | 2 P. und 2 s |
| Dritter | Florian Stalder | 1 P. und 1 s |

3. Zwischensprint in Frantschach (77 km)
| Erster  | Florian Stalder | 4 P. und 3 s |
| Zweiter | Lloyd Mondory   | 2 P. und 2 s |
| Dritter | Erki Pütsep     | 1 P. und 1 s |

### Bergwertungen
Riegelsdorf, Kategorie 3 (23 km)
| Erster  | Ruslan Pidhornyj | 4 P. |
| Zweiter | Harald Totschnig | 2 P. |
| Dritter | Thomas Rohregger | 1 P. |

Pack, Kategorie 2 (94 km)
| Erster  | Hans-Peter Obwaller | 6 P. |
| Zweiter | Piet Rooijakkers    | 4 P. |
| Dritter | Vincenzo Nibali     | 3 P. |
| Vierter | David Navas Chica   | 2 P. |
| Fünfter | Thorwald Veneberg   | 1 P. |

Kalchberg, Kategorie 3 (145 km)
| Erster  | Vincenzo Nibali     | 4 P. |
| Zweiter | Thorwald Veneberg   | 2 P. |
| Dritter | Hans-Peter Obwaller | 1 P. |

## 6. Etappe am 8. Juli in Podersdorf (31 km; EZF)
Die sechste Etappe war ein 31 km langes Einzelzeitfahren rund um Podersdorf am See. Der Ungar László Bodrogi, vor dieser Etappe 38. in der Gesamtwertung, zeigte dabei den übrigen Fahrern klar ihre Grenzen auf und siegte deutlich vor Vincenzo Nibali aus Italien und dem Amerikaner Tom Danielson, der sich damit das Gelbe Trikot des Spitzenreiters sichern konnte. Der bisherige Führende Christian Pfannberger beendete die Etappe als 42., verlor über zwei Minuten auf Danielson und fiel auf Platz drei im Gesamtklassement zurück.

### Zwischenstände
Zwischenstand nach 19 km
| Erster  | László Bodrogi   | 0:25:11 h  |
| Zweiter | Tom Danielson    | + 0:23 min |
| Dritter | Vincenzo Nibali  | + 0:24 min |
| Vierter | Ruslan Pidhornyj | + 0:36 min |
| Fünfter | Marc Wauters     | + 0:41 min |

## 7. Etappe am 9. Juli von Podersdorf nach Wien Rathausplatz (129 km)
Mit der siebten Etappe endete die Österreich-Rundfahrt 2006. Auf dem Weg von Podersdorf am See zum Rathausplatz in Wien mussten die Fahrer 129 km zurücklegen. Rund 30 km nach dem Start bildete sich eine aus elf Fahrern bestehende Spitzengruppe, die jedoch 8 km vor dem Ziel wieder eingeholt wurde. Den Sprint um den Tagessieg konnte der Italiener Fabrizio Guidi für sich entscheiden. Er verwies den Deutschen Marcel Sieberg und Graeme Brown aus Australien auf die Plätze zwei und drei.
Der Amerikaner Tom Danielson erreichte das Ziel mit dem Hauptfeld und sicherte sich damit den Gesamtsieg der 58. Österreich-Rundfahrt.

### Zwischensprints
1. Zwischensprint an der Wiener Staatsoper (71 km)
| Erster  | Pieter Ghyllebert | 4 P. und 3 s |
| Zweiter | Andrew Bradley    | 2 P. und 2 s |
| Dritter | Mark Scanlon      | 1 P. und 1 s |

2. Zwischensprint an der Wiener Staatsoper (90 km)
| Erster  | Pieter Ghyllebert | 4 P. und 3 s |
| Zweiter | David Vitoria     | 2 P. und 2 s |
| Dritter | Massimo Giunti    | 1 P. und 1 s |

3. Zwischensprint an der Wiener Staatsoper (108 km)
| Erster  | David Vitoria     | 4 P. und 3 s |
| Zweiter | Pieter Ghyllebert | 2 P. und 2 s |
| Dritter | Corey Sweet       | 1 P. und 1 s |